# Regierungsbezirk Detmold

Logo der Bezirksregierung Detmold

Der Regierungsbezirk Detmold ist der nordöstlichste der fünf Regierungsbezirke in Nordrhein-Westfalen. Mit rund zwei Millionen Einwohnern ist er der bevölkerungsärmste Landesteil. Die Bevölkerungsdichte ist mit 320 Einwohnern pro km² zwar ebenfalls die geringste unter den nordrheinwestfälischen Regierungsbezirken, liegt aber immer noch über dem Wert aller angrenzenden Landkreise Niedersachsens und Hessens.
Der Regierungsbezirk wurde nach Beitritt des Landes Lippe im Januar 1947 zum Land Nordrhein-Westfalen im Rahmen der Lippischen Punktationen gebildet. Räumlich entspricht er der Region Ostwestfalen-Lippe; neben dem Kreis Lippe, in dem die namensgebende Stadt liegt, umfasst der Regierungsbezirk alle Städte und Kreise NRWs, die an den Kreis Lippe grenzen.
Im Vergleich mit dem durchschnittlichen Bruttoinlandsprodukt pro Kopf in der Europäischen Union (nach Kaufkraftparität), erreichte der Regierungsbezirk im Jahr 2015 einen Index von 118 (EU-28: 100).

## Lage
Der Regierungsbezirk Detmold liegt im Nordosten von Nordrhein-Westfalen und damit am Übergangsbereich des deutschen Mittelgebirges und der Norddeutschen Tiefebene. Der Regierungsbezirk umfasst mit 6525 km² rund ein Fünftel der Fläche von Nordrhein-Westfalen. Der Regierungsbezirk grenzt im Norden und Osten an das Land Niedersachsen, im Süden an das Land Hessen (Regierungsbezirk Kassel) und im Westen an die nordrhein-westfälischen Regierungsbezirke Arnsberg und Münster.

## Verwaltung

### Bezirksgliederung
| Kreiseinteilung des Regierungsbezirks Detmold | Der Regierungsbezirk besteht aus sechs Kreisen mit insgesamt 69 kreisangehörigen Gemeinden und einer kreisfreien Stadt: 1. Stadt Bielefeld (331.605 Einw.) 2. Kreis Gütersloh (363.982 Einw.) 3. Kreis Herford (254.404 Einw.) 4. Kreis Höxter (139.252 Einw.) 5. Kreis Lippe (347.149 Einw.) 6. Kreis Minden-Lübbecke (320.557 Einw.) 7. Kreis Paderborn (315.912 Einw.) |

### Sitz

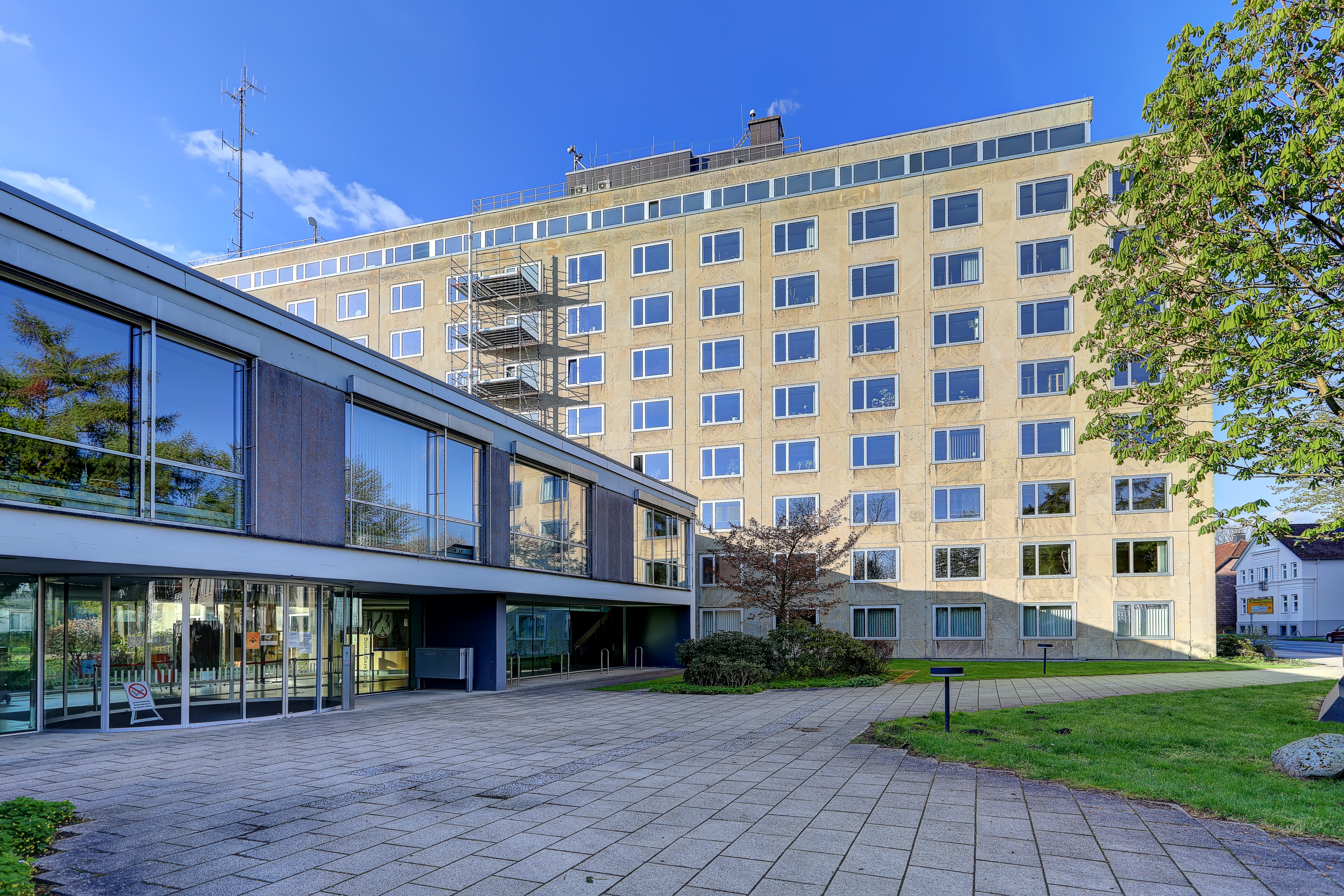
Gebäude der Bezirksregierung in Detmold

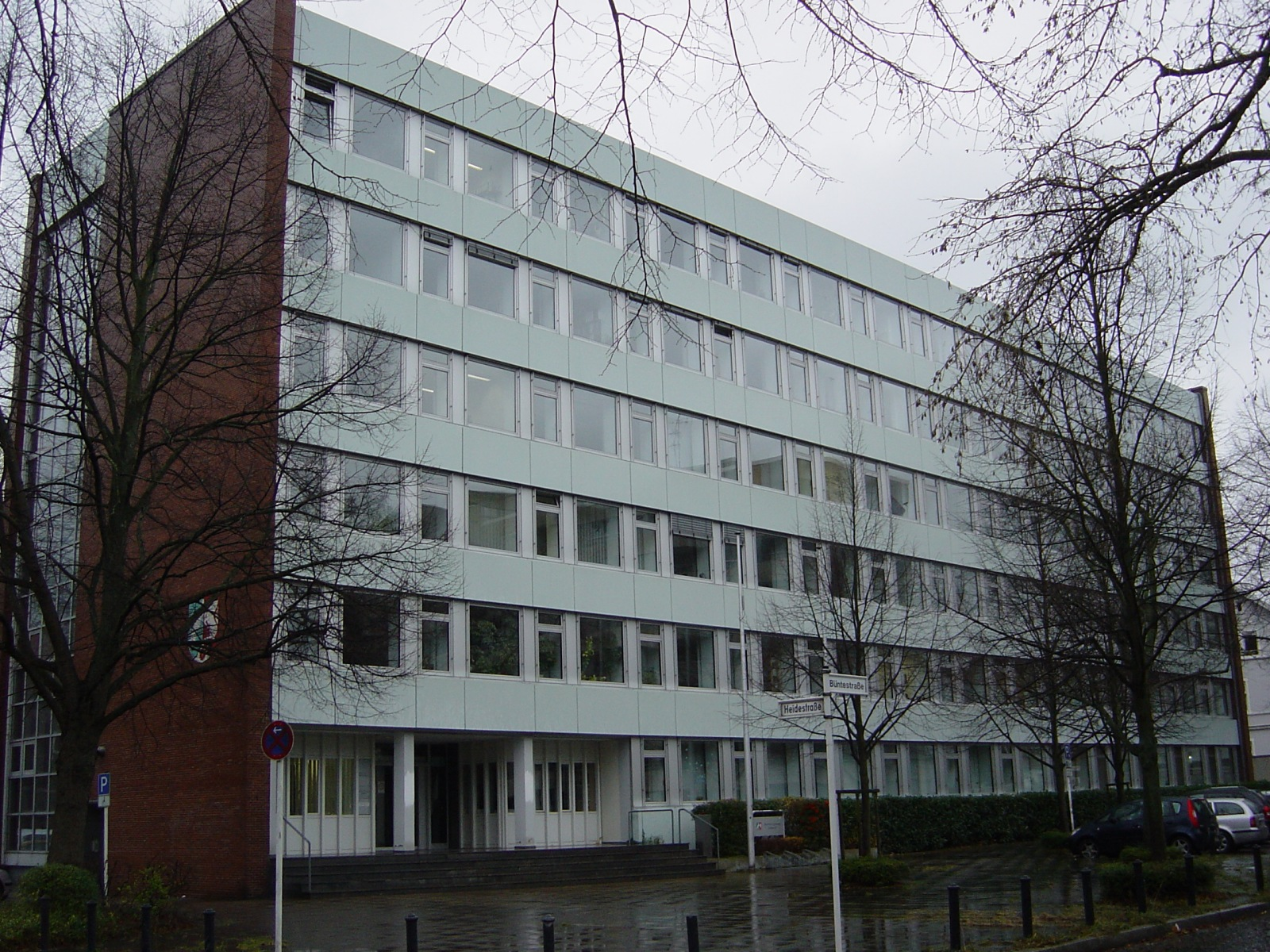
Dienstgebäude Minden der Bezirksregierung Detmold (ehemaliges Staatliches Umweltamt Minden)

Die Bezirksregierung Detmold hat ihren Sitz in Detmold. Weitere Standorte befinden sich in Bielefeld, Minden und Büren.

## Geschichte

### Bildung des Bezirks
Der Regierungsbezirk Detmold hat geschichtlich zwei wesentliche Wurzeln:
- Der ostwestfälische Teil (fast 80 % des Bezirksgebietes) geht auf den früher zur preußischen Provinz Westfalen gehörenden Regierungsbezirk Minden zurück. Dieser ging 1946 mit der gesamten ehemaligen Provinz gemeinsam mit dem nördlichen Rheinland in dem neugegründeten Land Nordrhein-Westfalen auf.
- Das Gebiet, das heute ungefähr den Kreis Lippe umfasst, bildete bis 1947 das Land Lippe – wie Preußen ein eigener deutscher Bundesstaat – und bildet heute den dritten Landesteil von Nordrhein-Westfalen. Das Land war bis 1918 Fürstentum, anschließend Freistaat und hat daher eine andere historisch-politische Tradition als Ostwestfalen.

Im Zuge des Zusammenschlusses Nordrhein-Westfalens mit Lippe am 21. Januar 1947 wurde in den Lippischen Punktationen die Zusammenfassung der bisherigen Gebiete des Regierungsbezirks Minden mit dem Gebiet des Landes Lippe sowie die Verlegung des Regierungssitzes von Minden nach Detmold verabredet und am 1. April vollzogen. Wenige Monate später, am 2. Juni 1947, wurde schließlich der zunächst bestehende Bezirksname „Minden-Lippe“ in „Detmold“ geändert.
Ein wesentlicher Grund für die Verlegung des Sitzes nach Detmold war, dass die Möglichkeit bestand, dass sich Lippe in das Land Niedersachsen integrieren würde. Der Regierungsbezirkssitz war ein Angebot des Landes Nordrhein-Westfalen, um Lippe umzustimmen. Lippes Entscheidung für NRW fiel auch, weil Niedersachsen kein vergleichbares Gegenangebot machte; dort wäre Lippe „nur“ ein weiterer Landkreis geworden.
Die Kommunen des Regierungsbezirks gehören zum Landschaftsverband Westfalen-Lippe mit Verwaltungssitz in Münster. Im lippischen Landesteil existiert darüber hinaus aufgrund der Lippischen Punktationen der Landesverband Lippe als ein kommunaler Verband, welcher auch das Vermögen des ehemaligen Landes Lippes verwaltet.

### Verwaltungsgliederung 1947–1968/74
Die Kreiseinteilung im vormaligen Regierungsbezirk Minden geht bei verschiedenen Änderungen auf das Jahr 1816, in Lippe auf die 1930er-Jahre zurück. Bei Bildung des Regierungsbezirks Detmold umfasste das Gebiet zwei Stadtkreise, deren Einrichtung auf die Jahre 1878 (Bielefeld) und 1911 (Herford) zurückgeht, dementsprechend zwei Landkreise sowie zehn weitere Kreise, auf die 1953 die Bezeichnung „Landkreis“ ausgedehnt wurde:
| Kreiseinteilung des Regierungsbezirks Detmold 1947–1968 | 1. Stadt- und Landkreis Bielefeld 2. Landkreis Büren 3. Landkreis Detmold 4. Landkreis Halle 5. Stadt- und Landkreis Herford 6. Landkreis Höxter 7. Landkreis Lemgo 8. Landkreis Lübbecke 9. Landkreis Minden 10. Landkreis Paderborn 11. Landkreis Warburg 12. Landkreis Wiedenbrück |

Vom 1. April 1947 bis 30. September 1949 gehörten die beiden ehemaligen lippischen Exklaven Cappel und Lipperode noch zum Kreis Detmold und waren damit Teil des Regierungsbezirks, wurden zum 1. Oktober 1949 aber in den Kreis Lippstadt umgegliedert.

### Gebietsreform 1969–1975

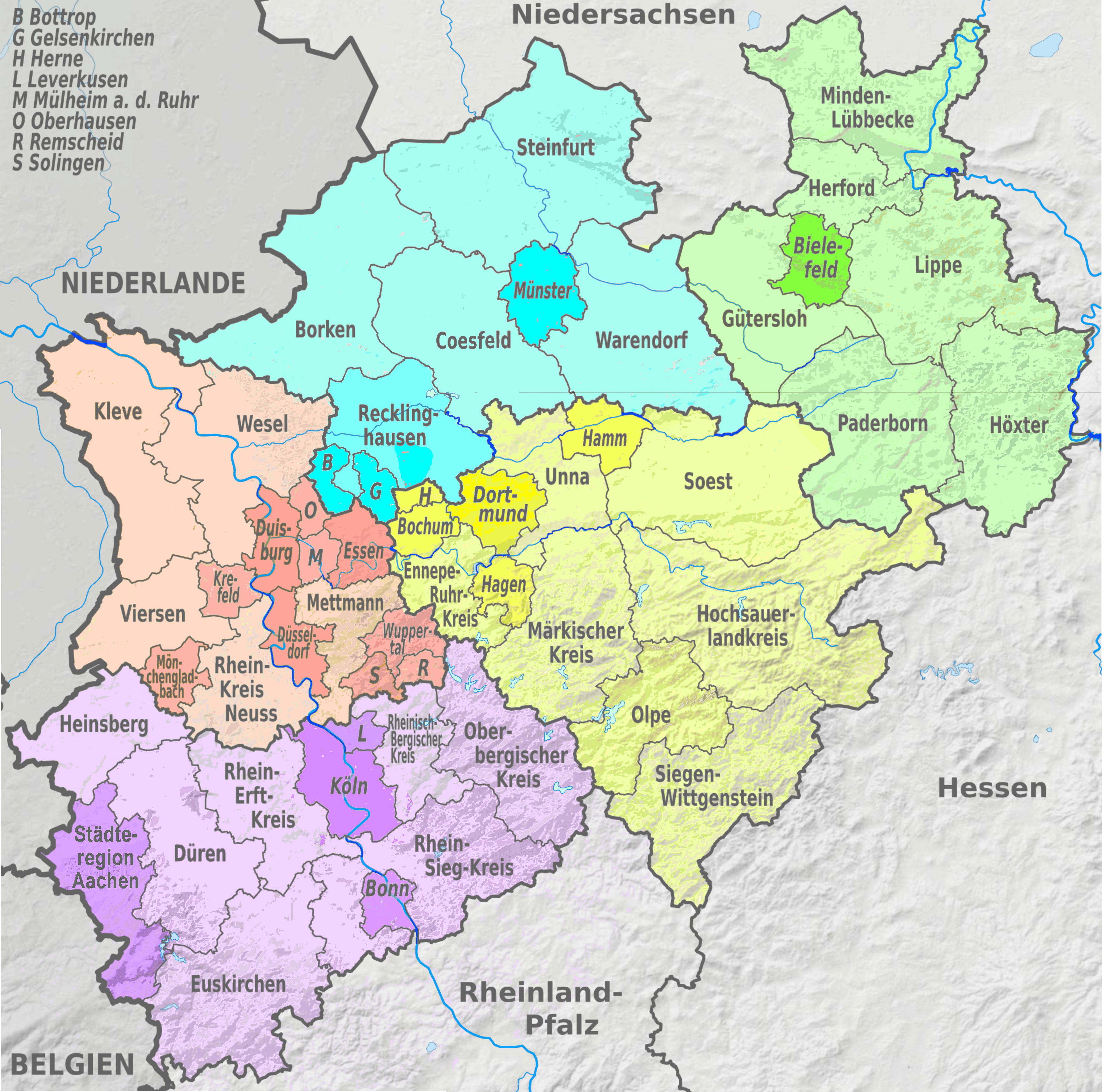
Kreise in NRW, Grundtöne nach Regierungsbezirken, kreisfreie Städte intensiver eingefärbt

Die Gebietsreform in Nordrhein-Westfalen führte im Regierungsbezirk Detmold durch Zusammenlegung von jeweils zwei Kreisen zu einer Halbierung der Anzahl von Kreisen, wobei einige Gemeinden anderen Kreisen angegliedert wurden. Im Zuge der Reform gab es auch Gebietsaustausche und Grenzkorrekturen mit den Regierungsbezirken Arnsberg und Münster sowie dem Land Niedersachsen. Eine Begleiterscheinung war die am 1. Oktober 1969 vollzogene Ablösung der Bezeichnung Landkreis durch Kreis.
Im Wesentlichen verlief die Reform im Regierungsbezirk in drei Schritten:
- 1969: Gesetz zur Neugliederung des Landkreises Herford und der kreisfreien Stadt Herford
  - Die bisherige kreisfreie Stadt Herford wird in den Landkreis Herford eingegliedert.
- 1973: Gesetz zur Neugliederung der Gemeinden und Kreise des Neugliederungsraumes Bielefeld (Bielefeld-Gesetz):
  - Der größte Teil des Kreises Bielefeld wird in die kreisfreie Stadt Bielefeld eingemeindet.
  - Die Kreise Detmold und Lemgo vereinigen sich zum neuen Kreis Lippe.
  - Die Kreise Halle (Westf.) und Wiedenbrück vereinigen sich zum neuen Kreis Gütersloh.
  - Die Kreise Lübbecke und Minden vereinigen sich zum neuen Kreis Minden-Lübbecke.
- 1975: Gesetz zur Neugliederung der Gemeinden und Kreise des Neugliederungsraumes Sauerland/Paderborn (Sauerland/Paderborn-Gesetz):
  - Die Kreise Büren und Paderborn vereinigen sich zum neuen Kreis Paderborn.
  - Die Kreise Höxter und Warburg vereinigen sich zum neuen Kreis Höxter.

Damit war der bis heute gültige, o. a. Zuschnitt der Verwaltungsgrenzen erreicht. Die Vorgänge sind zwecks Übersichtlichkeit nicht in allen Einzelheiten dargestellt; siehe dazu die Links zu den einzelnen Kreisen und Gesetzen.
Neben der Neuordnung der Kreise wurde in diesem Zeitraum auch die Verwaltungsstruktur auf kommunaler Ebene neu gegliedert. Die zwölf (Land-)Kreise gliederten sich bis 1968 in 648 kreisangehörige Gemeinden. Ihre Zahl wurde bis 1975 durch Zusammenschließungen und Eingemeindungen auf 69 reduziert. Die vor der Reform bestehenden Ämter (Verwaltungsgemeinschaften der Gemeinden) entfielen vollständig.

### Entwicklung der Außengrenzen
Die Außengrenzen des Regierungsbezirks Detmold haben sich seit seiner Gründung am 1. April 1947 mehrfach durch Umgliederungen von Gemeinden oder Gemeindeteilen – hauptsächlich im Rahmen der nordrhein-westfälischen Gebietsreform von 1968 bis 1975 – sowie durch Grenzkorrekturen geändert.
Zum 1. Oktober 1949 wurden die ehemaligen lippischen Exklaven Cappel und Lipperode (Kreis Detmold) in den Kreis Lippstadt (Regierungsbezirk Arnsberg) umgegliedert (Flächenabgang: 1,90 und 5,77 km²). In den Jahren 1953 bis 1956 gab es drei kleinere Grenzänderungen: zum 1. Oktober 1953 zwischen der Gemeinde Nordrheda-Ems (Kreis Wiedenbrück) und dem Kirchspiel Oelde (Kreis Beckum, Regierungsbezirk Münster) (Austausch: 6,38 gegen 7,36 ha), zum 1. Oktober 1954 zwischen den Gemeinden Dackmar (Landkreis Warendorf, Regierungsbezirk Münster) und Peckeloh (Landkreis Halle (Westf.)) (Austausch: 2,73 gegen 2,16 ha) sowie zum 1. April 1956 zwischen den Gemeinden Steinhausen (Landkreis Büren) und Geseke (Landkreis Lippstadt, Regierungsbezirk Arnsberg) (Austausch: 14,3 gegen 15,6 ha).
Zum 1. Januar 1970 wurde die Gemeinde Lette und ein Teil der Gemeinde Clarholz (Kreis Wiedenbrück) in die Stadt Oelde (Kreis Beckum, Regierungsbezirk Münster) eingegliedert (Flächenabgang: 14,50 km²); im Gegenzug wurde die Gemeinde Benteler (Kreis Beckum) in die neu gebildete Gemeinde Langenberg (Kreis Wiedenbrück) sowie ein Teil des Kirchspiels Oelde in die neu gebildete Gemeinde Herzebrock eingegliedert (Flächenzugang: 16,89 km²). Zum 1. Oktober 1971 wurde die gemeinsame Landesgrenze von Niedersachsen und Nordrhein-Westfalen korrigiert; betroffen im Regierungsbezirk waren die Gemeinde Frille (Kreis Minden-Lübbecke), die Ortsteile Silixen und Rott der Gemeinde Extertal (Kreis Lemgo), die Ortschaft Sabbenhausen der Stadt Lügde (Kreis Detmold), die Ortschaften Stahle und Lüchtringen der Stadt Höxter sowie die Ortschaft Würgassen der Stadt Beverungen (Kreis Höxter).
Zum 1. Januar 1973 wurden die Stadt Harsewinkel und die Gemeinden Greffen und Marienfeld (Kreis Warendorf) auf Grundlage des Bielefeld-Gesetzes zur neu gebildeten Stadt Harsewinkel zusammengeschlossen und in den neu gebildeten Kreis Gütersloh eingegliedert (Flächenzugang: 100,04 km²). Zum 1. Januar 1975 gab es mehrere Umgliederungen auf Grundlage des Sauerland/Paderborn-Gesetzes und des Münster/Hamm-Gesetzes: Die Gemeinden Essentho, Oesdorf, Westheim sowie Teile der Gemeinden Dalheim, Fürstenberg und Meerhof (Kreis Büren) wurden in die neu gebildete Stadt Marsberg (Hochsauerlandkreis) eingegliedert (Flächenabgang: 53,59 km²) und die Gemeinden Garfeln, Hörste, Rebbeke (Kreis Büren) sowie kleinere Gebietsteile der Gemeinden Langenberg und Rietberg (Kreis Gütersloh) wurden in die Stadt Lippstadt (Kreis Soest) eingegliedert (Flächenabgang: 23,21 km² und 0,52 km²).

### Regierungspräsidenten
- 1947–1952: Heinrich Drake, SPD
- 1952–1964: Gustav Galle, CDU
- 1964–1978: Ernst Graumann, parteilos
- 1978–1979: Interimspräsident: Vizepräsident Hanns Winter, parteilos
- 1979–1995: Walter Stich, CDU
- 1995–2001: Christa Vennegerts, Bündnis 90/Die Grünen
- 2001–2005: Andreas Wiebe, Bündnis 90/Die Grünen
- 2005–2019: Marianne Thomann-Stahl, FDP
- 2019–2021: Judith Pirscher, FDP
- 2022: Marianne Thomann-Stahl, FDP
- seit 2022: Anna Bölling, CDU

### Einwohnerentwicklung

Einwohnerentwicklung von 1950 bis 2016

Die folgende Übersicht zeigt die Einwohnerzahlen des Regierungsbezirks Detmold nach dem jeweiligen Gebietsstand. Bei den Zahlen handelt es sich bis 1970 sowie für 1987 um Volkszählungsergebnisse und ab 1975 um amtliche Fortschreibungen des Statistischen Landesamtes. Die Zahlen für 1975, 1980 und 1985 sind geschätzte Werte, die Zahlen ab 1987 Fortschreibungen auf Basis der Ergebnisse der Volkszählung von 1987. Die Angaben beziehen sich ab 1946 auf die Wohnbevölkerung und ab 1985 auf die Bevölkerung am Ort der Hauptwohnung.
| Jahr            | Einwohner |
| --------------- | --------- |
| 1946 (29. Okt.) | 1.383.587 |
| 1950 (13. Sep.) | 1.499.526 |
| 1961 (6. Juni)  | 1.606.031 |
| 1970 (27. Mai)  | 1.736.913 |
| 1975 (31. Dez.) | 1.798.574 |
| 1980 (31. Dez.) | 1.817.168 |
| 1985 (31. Dez.) | 1.785.400 |

| Jahr            | Einwohner |
| --------------- | --------- |
| 1987 (25. Mai)  | 1.793.359 |
| 1990 (31. Dez.) | 1.895.404 |
| 1995 (31. Dez.) | 2.012.908 |
| 2000 (31. Dez.) | 2.055.795 |
| 2005 (31. Dez.) | 2.069.758 |
| 2010 (31. Dez.) | 2.038.323 |
| 2012 (31. Dez.) | 2.025.415 |

| Jahr            | Einwohner |
| --------------- | --------- |
| 2014 (31. Dez.) | 2.029.648 |
| 2016 (31. Dez.) | 2.054.205 |
| 2017 (31. Dez.) | 2.054.343 |
| 2018 (31. Dez.) | 2.055.310 |
| 2020 (31. Dez.) | 2.054.178 |
| 2021 (31. Dez.) | 2.057.480 |
| 2022 (31. Dez.) | 2.085.331 |

| Städte im Regierungsbezirk Detmold mit mehr als 30.000 Einwohnern | Städte im Regierungsbezirk Detmold mit mehr als 30.000 Einwohnern | Städte im Regierungsbezirk Detmold mit mehr als 30.000 Einwohnern | Städte im Regierungsbezirk Detmold mit mehr als 30.000 Einwohnern | Städte im Regierungsbezirk Detmold mit mehr als 30.000 Einwohnern |
| ----------------------------------------------------------------- | ----------------------------------------------------------------- | ----------------------------------------------------------------- | ----------------------------------------------------------------- | ----------------------------------------------------------------- |
|                                                                   |                                                                   |                                                                   |                                                                   | Einwohnerzahl                                                     |
| Bielefeld                                                         | Bielefeld                                                         |                                                                   | 338.410                                                           | 338.410                                                           |
| Paderborn                                                         | Paderborn                                                         |                                                                   | 155.749                                                           | 155.749                                                           |
| Gütersloh                                                         | Gütersloh                                                         |                                                                   | 102.464                                                           | 102.464                                                           |
| Minden                                                            | Minden                                                            |                                                                   | 83.100                                                            | 83.100                                                            |
| Detmold                                                           | Detmold                                                           |                                                                   | 74.835                                                            | 74.835                                                            |
| Herford                                                           | Herford                                                           |                                                                   | 67.265                                                            | 67.265                                                            |
| Bad Salzuflen                                                     | Bad Salzuflen                                                     |                                                                   | 54.585                                                            | 54.585                                                            |
| Rheda-Wiedenbrück                                                 | Rheda-Wiedenbrück                                                 |                                                                   | 49.849                                                            | 49.849                                                            |
| Bad Oeynhausen                                                    | Bad Oeynhausen                                                    |                                                                   | 49.566                                                            | 49.566                                                            |
| Bünde                                                             | Bünde                                                             |                                                                   | 45.891                                                            | 45.891                                                            |
| Lemgo                                                             | Lemgo                                                             |                                                                   | 40.531                                                            | 40.531                                                            |
| Löhne                                                             | Löhne                                                             |                                                                   | 40.162                                                            | 40.162                                                            |
| Porta Westfalica                                                  | Porta Westfalica                                                  |                                                                   | 36.300                                                            | 36.300                                                            |
| Lage                                                              | Lage                                                              |                                                                   | 35.311                                                            | 35.311                                                            |
| Delbrück                                                          | Delbrück                                                          |                                                                   | 32.874                                                            | 32.874                                                            |
| Rietberg                                                          | Rietberg                                                          |                                                                   | 30.461                                                            | 30.461                                                            |
| Stand: 31. Dezember 2023.                                         |                                                                   |                                                                   |                                                                   |                                                                   |

## Regionalrat
- GRÜNE: 4
- SPD: 5
- FW: 1
- FDP: 1
- CDU: 8
- AfD: 1

Der Regionalrat wird nach jeder Kommunalwahl aufgrund der Kommunalwahlergebnisse (Stadtrats- bzw. Gemeinderatswahl) der kreisangehörigen Gemeinden der Kreise Gütersloh, Herford, Höxter, Lippe, Minden-Lübbecke und Paderborn sowie der kreisfreien Stadt Bielefeld gebildet.
Aktuell gibt es im Regionalrat folgende Sitzverteilung nach Fraktionen (Stand September 2020):
| CDU | SPD | GRÜNE | FDP/FW     | Fraktionslos | Gesamt |
| --- | --- | ----- | ---------- | ------------ | ------ |
| 8   | 5   | 4     | 2          | 1            | 20     |
|     |     |       | FDP 1 FW 1 | AfD 1        |        |